# Estadio Rafael Giménez
El Estadio Rafael Giménez es un estadio de fútbol de Paraguay que se encuentra ubicado en la ciudad de Asunción. En este escenario, que cuenta con capacidad para 1500 personas, hace las veces de anfitrión el equipo de fútbol del Club 12 de Octubre SD.